# Myrkviðr
Myrkviðr (altnordisch = Dunkelwald) ist in der nordischen Mythologie der Edda und in der Sagaliteratur die Bezeichnung eines mythischen Waldes und real in der Vergangenheit die Bezeichnung von skandinavischen Örtlichkeiten in der Regel für Wälder oder Waldgebiete.
Der deutsche Schwarzwald ist eine formale Entsprechung im Motiv der Namensgebung- beziehungsweise Benennung. Als Vorbild dieser Dunkelwälder im Sinn des Myrkviðr innerhalb der Germania ist der bei Caesar und Tacitus beschriebene Hercynia silva der als Vorbild innerhalb der germanischen Mythen- und Sagendichtung bis in das hochmittelalterliche nordwestnordische Schrifttum eine entsprechende Rezeption erfahren hat.

## Namenkundliches
Als Grundform der altnordischen Form Myrkviðr liegt eine zweigliedrige Komposition vor, die aus den Formen germanisch *merkwaz (altsächsisch mirki, altenglisch mierce), deutsch Dunkel und *wiðuz, deutsch Baum, Holz, Wald gebildet ist. Den altenglischen- und sächsischen Belegen kommt im ersten Glied eine Bedeutungserweiterung von „böse“ bei. Die analoge belegte altniederdeutsche Form Miriquidi oder Mircwidu erscheint unter anderen bei Thietmar von Merseburg (Chron. 6, 10; 8, 28) als eine Bezeichnung für das Erzgebirge und dessen bewaldetes Vorland. Zu den Belegen in der hochmittelalterlichen isländisch-norwegischen Sagaliteratur und in Texten der Edda treten zahlreiche Belege im Korpus der skandinavischen Ortsnamen.

## Rezeption
Der (Ur)Wald als Grenze findet sich für die Germania magna bei den antiken Geographen/Geschichtsschreibern wie Tacitus in der Beschreibung des Hercynia silva. Dieser stellte – mit dem Erzgebirge als ein Teilstück dessen – für den germanischen Kulturraum ein bedeutendes topographisches Objekt dar, dessen Einfluss sich in der geistigen Kultur wie in der Komposition von Mythen, Sagen und Vorstellungen bis in das nord-west-europäische Hochmittelalter niederschlug – der dunkele schwerdurchdringliche gefahrenbergende Wald. Die Phrase in der eddischen Lokasenna, Strophe 42 „er Muspelz synir ríða Myrkvið yfir“ („wenn Muspels Söhne über (durch) den Myrkwid reiten“) wird als Darstellung des Hercynischen Waldes gesehen. Eine weitere Rezeption in den nordischen Quellen des Myrkviðr als ausgesprochener Grenzwald findet sich aus der Sagaliteratur in der Hlöðskviða („Hunnenschlachtlied“) als Völkerscheide zwischen Goten und Hunnen.